# Mónica Fechino
Mónica Fechino Wilson (* 18. Februar 1967 in Buenos Aires) ist eine argentinische Windsurferin. 1996 nahm sie für Argentinien an den Olympischen Sommerspielen teil. 

## Karriere
Vom Comité Olímpico Argentino wurde sie für die Olympischen Sommerspiele 1996 in Atlanta gemeldet. Sie nahm am Windsurf-Wettbewerb teil und belegte den 17. Platz.